# Coprolite
Le coproliti (al singolare coprolite o, meno correttamente, coprolito) sono feci fossilizzate.
Il termine deriva dall'unione delle parole greche κόπρος, 'kopros', (sterco), e λίθος, 'lithos', pietra; è stato usato per la prima volta dal paleontologo inglese William Buckland nel 1829.

## Descrizione

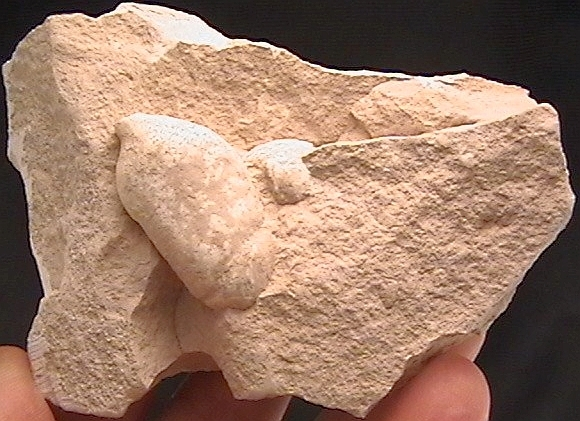
Calcare oligocenico con coprolite di tartaruga d'acqua dolce - Sud Dakota

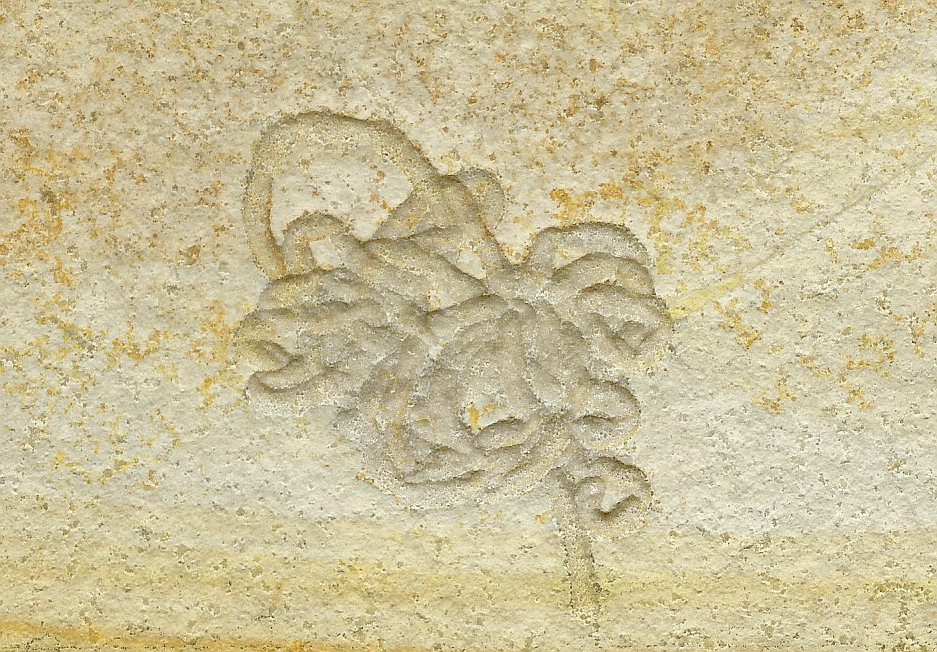
Lumbricaria, probabile coprolite di ammonite o di pesce - Calcare litografico di Solnhofen

Normalmente il termine coprolite è riferito a tutti gli escrementi fossili che possono raggiungere dimensioni ragguardevoli come nel caso del reperto di coprolite di Tyrannosaurus rex (pesa 7 chili ed è stato scoperto nel Saskatchewan, Canada, nella formazione geologica "Frenchman Formation" vicino alla cittadina di Eastend dai ricercatori del Museo Reale del Saskatchewan); altre volte sono molto piccoli e attribuibili invece a invertebrati. In questo caso vengono anche chiamati cordoni fecali o pallottole fecali (faecal pellets) e possono costituire la maggior parte del sedimento specialmente in ambienti marini a bassa energia come quelli di retroscogliera.
Secondo alcuni autori, il termine coprolite dovrebbe essere usato solo per gli escrementi dei vertebrati.

## Riconoscimento

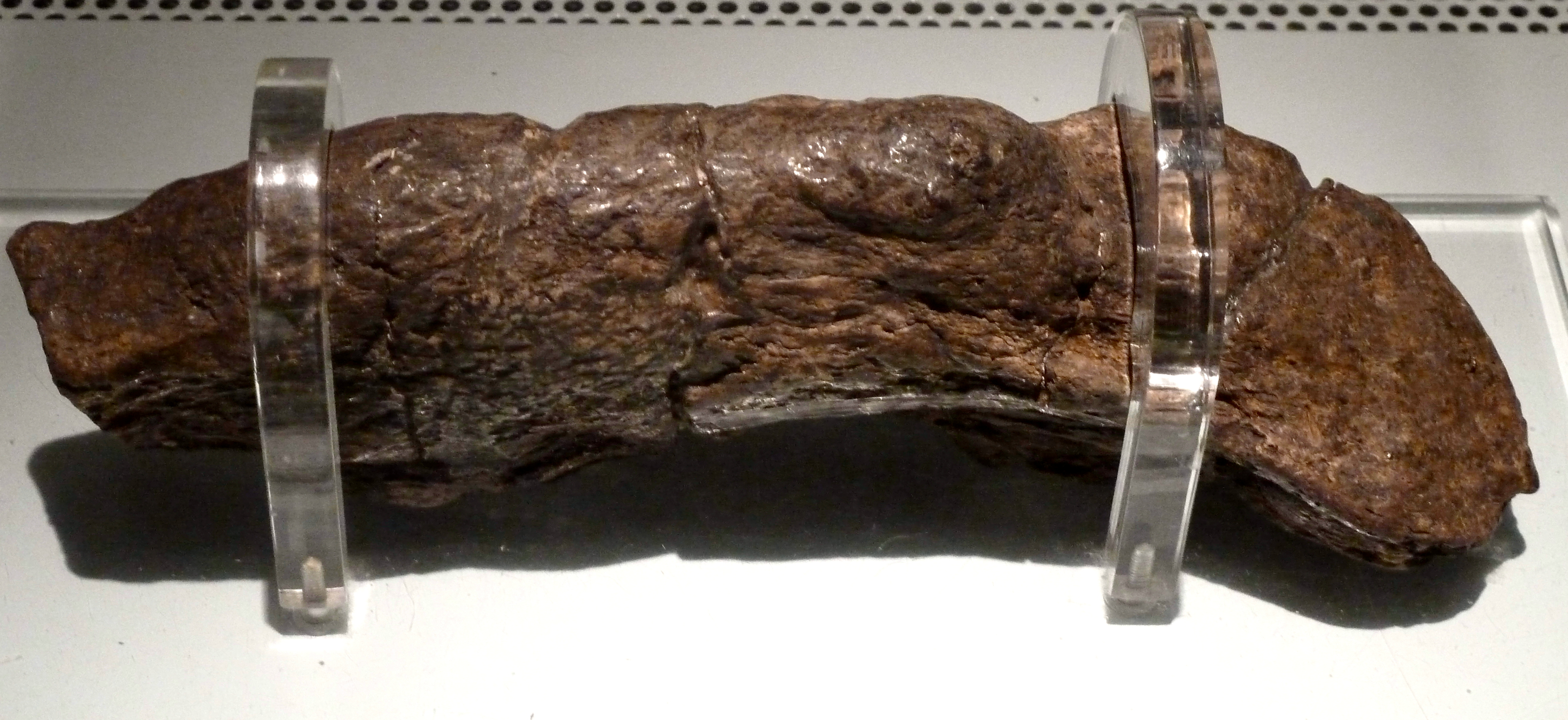
La coprolite della Lloyds Bank presso lo Jorvik Viking Centre di York (Inghilterra), ricordata per essere la più grande coprolite umana pervenutaci

Il riconoscimento delle coproliti può essere condotto sulla base dei loro elementi strutturali, come una forma ovoidale più o meno allungata, oppure cilindrica, rotonda, a spirale o a cono e striature che riproducono la morfologia dell'ultimo tratto intestinale. Al loro interno sono a volte ancora identificabili resti vegetali e animali che forniscono informazioni sulla dieta di chi ha prodotto gli escrementi o addirittura parassiti intestinali. Per quanto riguarda le coproliti più piccole, a volte non è agevole distinguerle da pellet inorganici o uova.
La maggior parte delle coproliti sono composte principalmente di fosfato di calcio con piccoli quantitativi di materia organica. Sono state ritrovate coproliti in depositi che datano dal periodo Cambriano fino a periodi recenti, con una diffusione a livello planetario. Alcuni di questi reperti fungono anche da fossile guida, come la Favreina del periodo Giurassico presente in Alta Savoia, in Francia.
Nel caso di escrementi fossili umani, questi dovrebbero essere indicati come paleofeci, anche se talvolta il termine coprolite viene utilizzato in contesto archeologico anche per riferirsi a escrementi fecali umani.
Dall'esame delle coproliti è in qualche caso possibile ricavare informazioni sulla dieta dell'essere vivente che le ha prodotte e anche stabilire se si trattava di erbivoro o di un carnivoro.